# Unione Sportiva Savoia 1938-1939
Questa voce raccoglie le informazioni riguardanti il Savoia nelle competizioni ufficiali della stagione 1938-1939.

## Stagione
La stagione 1938-1939 fu la 19ª stagione sportiva del Savoia.
Serie C 1938-1939: 2º posto

## Divise
| Casa |

## Organigramma societario
Area direttiva
- Presidente:  Bruno Salzano
- Vice presidente: Alfredo Lettieri

Area organizzativa
- Segretario generale: Arnaldo Alfani

Area tecnica
- Direttore Sportivo: Angelo Guidone
- Allenatore:  Enrico Colombari

## Rosa

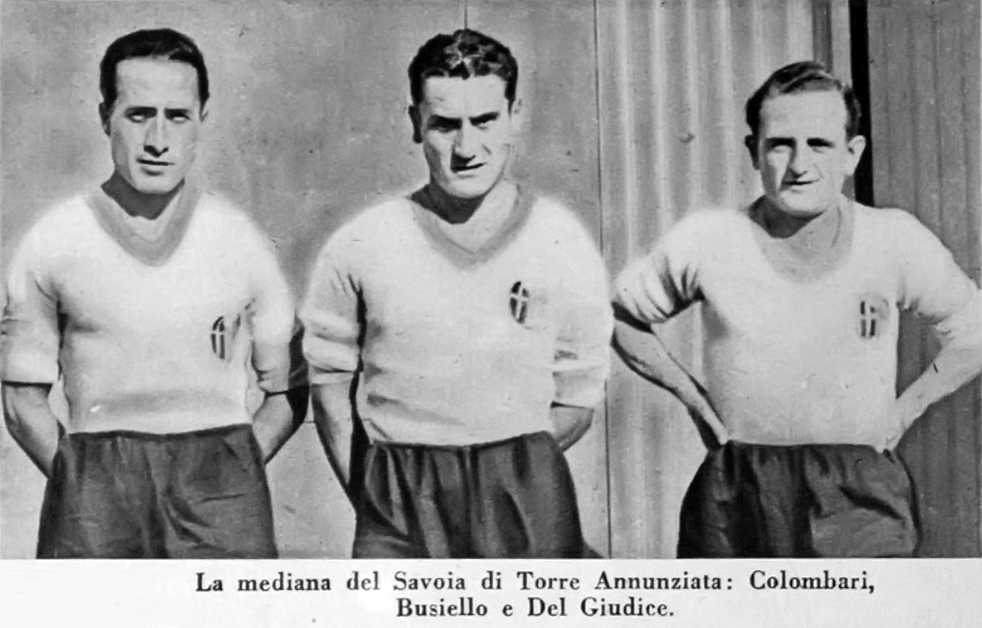
Rico Colombari, Giacomo Busiello e Antonio Del Giudice al Savoia 1938-1939

| N. |                   | Ruolo | Calciatore                  |
| -- | ----------------- | ----- | --------------------------- |
|    | Italia (bandiera) | P     | Gino Merlo                  |
|    | Italia (bandiera) | P     | Rinaldi                     |
|    | Italia (bandiera) | P     | Fosco Risorti               |
|    | Italia (bandiera) | D     | Antonio Del Giudice         |
|    | Italia (bandiera) | D     | Michele Giraud II           |
|    | Italia (bandiera) | C     | Andrea Angiolini            |
|    | Italia (bandiera) | C     | Giacomo Busiello            |
|    | Italia (bandiera) | C     | Enrico Colombari (capitano) |
|    | Italia (bandiera) | C     | Raffaele Giraud I           |
|    | Italia (bandiera) | C     | Oreste Sallustro II         |
|    | Italia (bandiera) | C     | Romolo Sforza               |
|    | Italia (bandiera) | A     | Ubaldo Capello              |

| N. |                   | Ruolo | Calciatore          |
| -- | ----------------- | ----- | ------------------- |
|    | Italia (bandiera) | A     | Francesco Cremaschi |
|    | Italia (bandiera) | A     | Arnaldo Fasoli      |
|    | Italia (bandiera) | A     | Giovanni Giraud III |
|    | Italia (bandiera) | A     | Armando Salvatore   |
|    | Italia (bandiera) | A     | Ruggero Zanolla     |
|    | Italia (bandiera) | A     | Deruschi            |
|    | Italia (bandiera) |       | Sergio Ancillotti   |
|    | Italia (bandiera) |       | Luciano Berardelli  |
|    | Italia (bandiera) |       | Vittorio Grauso     |
|    | Italia (bandiera) |       | Francesco Pannoli   |
|    | Italia (bandiera) |       | Luigi Vetrò         |

## Calciomercato
| Acquisti | Acquisti            | Acquisti   | Acquisti          |
| R.       | Nome                | da         | Modalità          |
| -------- | ------------------- | ---------- | ----------------- |
| P        | Gino Merlo          | Pro Patria | prestito militare |
| C        | Giacomo Busiello    | Napoli     | definitivo        |
| A        | Arnaldo Fasoli      | Pro Patria | prestito militare |
| A        | Armando Salvatore   | Portici    | definitivo        |
|          | Andrea Angiolini    | Stabia     | definitivo        |
|          | Francesco Cremaschi |            | prestito militare |
|          | Capello             |            | prestito militare |

| Cessioni | Cessioni | Cessioni | Cessioni |
| R.       | Nome     | a        | Modalità |
| -------- | -------- | -------- | -------- |
|          |          |          | '        |

## Risultati

### Serie C

#### Girone di andata
| Arbitro: | Biancone |

|         |           |  |
| Bon 83’ | Marcatori |  |

| Arbitro: | Zampilloni |

|                                                         |           |  |
| Salvatore 15’, 61’ Sallustro II 30’, 40’ Giraud III 38’ | Marcatori |  |

| Arbitro: | Nalbo |

|  |           |               |
|  | Marcatori | 73’ Salvatore |

| Arbitro: | Prandi |

|                               |           |  |
| Salvatore 31’, 75’ Grauso 70’ | Marcatori |  |

| Arbitro: | Cambi |

|               |           |                |
| Celestini 35’ | Marcatori | 75’ Giraud III |

| 30 ottobre 1938, ore CEST 6ª giornata |  | – Savoia riposa |  |  |

| Arbitro: | Martelli |

|                          |           |  |
| Orlandi 41’ Franzese 76’ | Marcatori |  |

| Arbitro: | Dotto |

|                               |           |            |
| Angiolini 5’, 25’, 41’ (rig.) | Marcatori | 59’ Busoni |

| Arbitro: | Gianni |

|                               |           |             |
| Fasoli 33’ Cremaschi 75’, 81’ | Marcatori | 50’ Galante |

| Pescara 11 dicembre 1938, ore CET 10ª giornata | Pescara | 0 – 0 referto | Savoia | Stadio Rampigna (2 000 spett.)\| Arbitro: \| Nalbo \| |
| Arbitro:                                       | Nalbo   |               |        |                                                       |

| Arbitro: | Prandi |

|               |           |                   |
| Salvatore 50’ | Marcatori | 32’, 79’ Falcioni |

#### Girone di ritorno
| Arbitro: | Tonetti |

|                             |           |  |
| Giraud II 15’ Angiolini 40’ | Marcatori |  |

| Arbitro: | Caragli |

|                     |           |                           |
| Fiori 4’ Raccis 36’ | Marcatori | 39’, 44’ Fasoli 89’ Vetrò |

| Arbitro: | Biancone |

|            |           |  |
| Fasoli 83’ | Marcatori |  |

| Arbitro: | Nairo |

|              |           |                |
| Villotti 80’ | Marcatori | 71’ Giraud III |

| Arbitro: | Nocentini |

|           |           |                |
| Vetrò 66’ | Marcatori | 85’ Longobardi |

| 19 febbraio 1939, ore CET 17ª giornata |  | – Savoia riposa |  |  |

| Arbitro: | Pizzarini |

|               |           |  |
| Giraud II 67’ | Marcatori |  |

| Arbitro: | Massaroni |

|              |           |                                           |
| La Torre 83’ | Marcatori | 33’ Giraud II 39’ Cremaschi 71’ Angiolini |

| Arbitro: | D'Agostino |

|  |           |               |
|  | Marcatori | 85’ Giraud II |

| Arbitro: | Caraglio |

|                                |           |  |
| Angiolini 54’ Sallustro II 88’ | Marcatori |  |

| Arbitro: | Magrini |

|                      |           |                                              |
| Bucciantini 30’, 88’ | Marcatori | 26’ Angiolini 46’, 75’ Fasoli 65’ Giraud III |

### Coppa Italia
| Arbitro: | Tonetti |

|                                  |           |                 |
| Salvatore 32’ Granato 60’ (aut.) | Marcatori | 16’ Di Giovanni |

| Castellammare di Stabia 11 novembre 1938, ore CET Primo turno           | Stabia    | 3 – 0 referto | Savoia | Campo San Marco |
| \| \| \| \| \| Andreini 10’ Melatti 39’ Fiorelli 50’ \| Marcatori \| \| |           |               |        |                 |
|                                                                         |           |               |        |                 |
| Andreini 10’ Melatti 39’ Fiorelli 50’                                   | Marcatori |               |        |                 |

## Statistiche
Aggiornate al 2 aprile 1939.

### Statistiche di squadra
| Competizione | Punti | In casa | In casa | In casa | In casa | In casa | In casa | In trasferta | In trasferta | In trasferta | In trasferta | In trasferta | In trasferta | Totale | Totale | Totale | Totale | Totale | Totale | DR  |
| Competizione | Punti | G       | V       | N       | P       | Gf      | Gs      | G            | V            | N            | P            | Gf           | Gs           | G      | V      | N      | P      | Gf     | Gs     | DR  |
| ------------ | ----- | ------- | ------- | ------- | ------- | ------- | ------- | ------------ | ------------ | ------------ | ------------ | ------------ | ------------ | ------ | ------ | ------ | ------ | ------ | ------ | --- |
| Serie C      | 30    | 10      | 8       | 1       | 1       | 22      | 5       | 10           | 5            | 3            | 2            | 14           | 10           | 20     | 13     | 4      | 3      | 36     | 15     | +16 |
| Coppa Italia | -     | 1       | 1       | 0       | 0       | 2       | 1       | 1            | 0            | 0            | 1            | 0            | 3            | 2      | 1      | 0      | 1      | 2      | 4      | -2  |
| Totale       | 30    | 11      | 9       | 1       | 1       | 24      | 6       | 11           | 5            | 3            | 3            | 14           | 13           | 22     | 14     | 4      | 4      | 38     | 19     | +14 |

### Andamento in campionato
| Giornata  | 1 | 2 | 3 | 4 | 5 | 6 | 7 | 8 | 9 | 10 | 11 | 12 | 13 | 14 | 15 | 16 | 17 | 18 | 19 | 20 | 21 | 22 |
| --------- | - | - | - | - | - | - | - | - | - | -- | -- | -- | -- | -- | -- | -- | -- | -- | -- | -- | -- | -- |
| Luogo     | T | C | T | C | T | - | T | C | C | T  | C  | C  | T  | C  | T  | C  | -  | C  | T  | T  | C  | T  |
| Risultato | P | V | V | V | N | - | P | V | V | N  | P  | V  | V  | V  | N  | N  | -  | V  | V  | V  | V  | V  |
| Posizione |   |   |   |   |   |   |   |   |   |    |    |    |    |    |    |    |    |    |    |    |    | 2  |

Legenda:

Luogo: C = Casa; T = Trasferta. Risultato: V = Vittoria; N = Pareggio; P = Sconfitta.
- = Turno di riposo.

### Statistiche dei giocatori
| Giocatore       | Serie C  | Serie C | Coppa Italia | Coppa Italia | Totale   | Totale |
| Giocatore       | Presenze | Reti    | Presenze     | Reti         | Presenze | Reti   |
| --------------- | -------- | ------- | ------------ | ------------ | -------- | ------ |
| S. Ancillotti   | 17       | 0       | 1            | 0            | 18       | 0      |
| A. Angiolini    | 19       | 7       | 1            | 0            | 20       | 7      |
| L. Berardelli   | 2        | 0       | 2            | 0            | 4        | 0      |
| G. Busiello     | 20       | 0       | 2            | 0            | 22       | 0      |
| U. Capello      | -        | -       | 1            | 0            | 1        | 0      |
| E. Colombari    | 10       | 0       | 1            | 0            | 11       | 0      |
| F. Cremaschi    | 6        | 3       | 1            | 0            | 7        | 3      |
| A. Del Giudice  | 19       | 0       | 1            | 0            | 20       | 0      |
| Deruschi        | -        | -       | 2            | 0            | 2        | 0      |
| A. Fasoli       | 13       | 6       | 1            | 0            | 14       | 6      |
| G. Giraud III   | 17       | 2       | 1            | 0            | 18       | 2      |
| M. Giraud II    | 13       | 4       | 1            | 0            | 14       | 4      |
| R. Giraud I     | 18       | 0       | 1            | 0            | 19       | 0      |
| V. Grauso       | 7        | 2       | -            | -            | 7        | 2      |
| G. Merlo        | 0        | 0       | 1            | -3           | 1        | -3     |
| F. Pannoli      | 1        | 0       | -            | -            | 1        | 0      |
| Rescigno        | -        | -       | 1            | 0            | 1        | 0      |
| Rinaldi         | -        | -       | 1            | -1           | 1        | -1     |
| F. Risorti      | 20       | -15     | -            | -            | 20       | -15    |
| O. Sallustro II | 20       | 3       | -            | -            | 20       | 3      |
| A. Salvatore    | 11       | 6       | 1            | 1            | 12       | 7      |
| R. Sforza       | -        | -       | 2            | 0            | 2        | 0      |
| L. Vetrò        | 6        | 0       | -            | -            | 6        | 0      |
| R. Zanolla      | 1        | 0       | -            | -            | 1        | 0      |